# Авіаудар по школі в Білогорівці
Авіаудар по школі в Білого́рівці — масове вбивство цивільного населення смт Білогорівка Луганської області, здійснене бомбардуванням російської авіації в ході російського вторгнення в Україну 7 травня 2022 року. За повідомленням голови Луганської ОВА Сергія Гайдая, загинуло 60 осіб.
7 травня 2022 року Збройні сили Російської Федерації скинули авіабомбу на школу в смт Білогорівка, у підвалі якої ховалися близько 90 людей. Внаслідок авіаудару виникли пожежі в будівлі школи на площі близько 300 м² та сусідньому будинку культури. Пожежу ліквідували впродовж 4 годин, з-під завалів евакуювали 30 людей, 7 з яких поранені. За словами Сергія Гайдая, найпевніше, всі 60 осіб, що залишалися під уламками будівель, загинули.

## Реакція
Міністерство закордонних справ Великої Британії засудило авіаудар Росії по школі в Білогорівці і назвало дії військ РФ умисним нападом на цивільне населення.
|                                                                                            | В жаху від останньої російської атаки на школу в Луганську, в результаті якої загинули невинні люди, що ховалися від російських обстрілів. Умисні напади на цивільне населення і цивільну інфраструктуру рівносильні військовим злочинам. Ми доб'ємося того, щоб путінський режим був притягнутий до відповідальності. |
| — Елізабет Трасс, "Умисні напади": МЗС Британії засудив авіаудар РФ по школі в Білогорівці | |